# Macropsis multa
Macropsis multa är en insektsart som beskrevs av Alexey K. Tishechkin 1997. Macropsis multa ingår i släktet Macropsis och familjen dvärgstritar. Inga underarter finns listade i Catalogue of Life.